# El-Hadji Diouf
Pour les articles homonymes, voir El Hadji Malick Diouf et Diouf.
El-Hadji Ousseynou Diouf, né le 15 janvier 1981 à Dakar, est un footballeur international sénégalais  évoluant au poste d'attaquant.

## Biographie

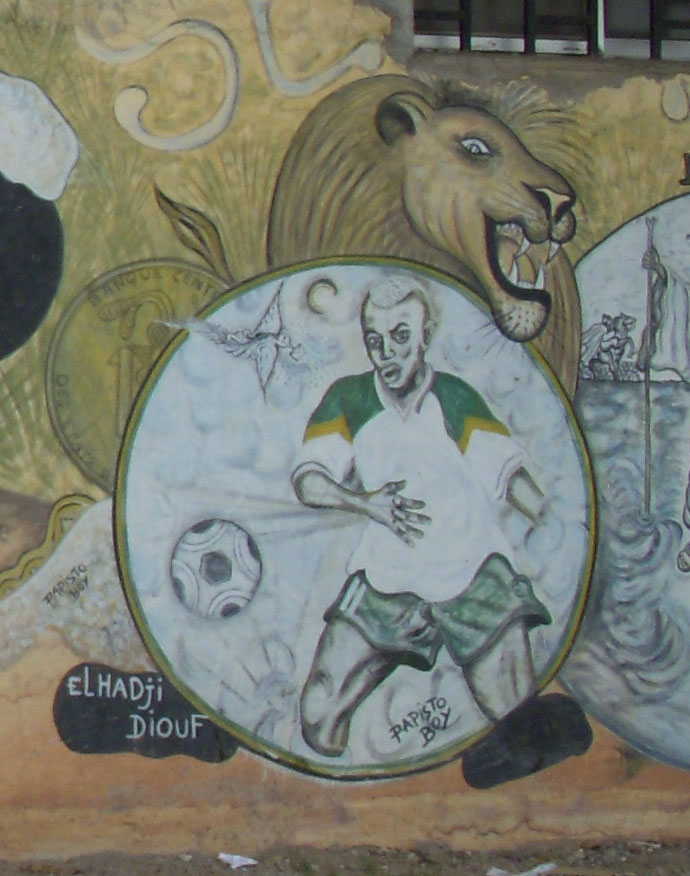
El-Hadji Diouf sur une fresque à Dakar.

### Enfance au Sénégal et formation à Sochaux
El-Hadji Ousseynou Diouf est né le 15 janvier 1981 à Dakar d'un père guinéen, du nom de Boubacar Diallo, originaire de la ville de Tougué au Fouta-Djalon (Guinée) et d'une mère sénégalaise, du nom de Fatou Diouf, originaire de Saint-Louis.
Il passe son enfance à Saint-Louis, l'ancienne capitale du Sénégal. El-Hadji commence le football dans les quartiers au poste de gardien de but, poste qu'il quitte quand son équipe est menée pour devenir attaquant, avec Jules Bocandé comme modèle. À 13 ans, il se fait remarquer à Dakar lors de la semaine de la jeunesse. Il a eu une présélection dans l'équipe nationale des moins de 17 ans gérée à l'époque par Joseph Koto et Mayacine Mar.
Un an plus tard, l'adolescent quitte le Sénégal. Il débarque au RC Lens mais l'expérience échoue après douze jours de stage. N'étant pas jugé au niveau, il intègre ensuite le FC Sochaux. Soutenu par Francis Gillot et François Blaquart, le jeune joueur s'habitue à la vie française et aux exigences du centre de formation. Le Sénégalais montre vite l'étendue de ses qualités balle au pied aux côtés de futurs professionnels comme Meriem, Frau, Pedretti et Daf. Diouf débute avec les moins de 15 ans, grandit avec les moins de 17 ans et mûrit avec l'équipe réserve en CFA. Le 11 novembre 1998, à peine dix-sept ans, il débute en D1 contre le SC Bastia (2-1) puis participe à quinze rencontres durant la saison.

### Division 1 française
À l'été 1999, le Stade rennais le recrute contre 5,35 M€. Il y joue 28 matchs et marque 1 but. Cependant, son passage en Bretagne est marqué par un accident de la circulation en mars 2000 où il est en état de conduite sans permis et qui lui vaut de comparaître dans un tribunal.
En 2000, Rolland Courbis le fait venir en prêt d'un an au RC Lens avec option d'achat. Il marque 8 buts en 28 matchs durant la saison 2000-2001 et est le meilleur buteur du club cette saison-là. Il est cependant exclu de l'équipe professionnelle pendant un mois après avoir reçu un carton rouge contre le RC Strasbourg. En fin de saison, l'option d'achat est validée par le club lensois pour 5,34 millions d'euros. Il fait sa meilleure saison en 2001-2002 avec 10 buts en 26 matchs (ainsi que plusieurs passes décisives) et où il faisait partie des meilleurs joueurs de ligue 1.
Tacticien, dribbleur, buteur, passeur, il est considéré comme la star des "sang et or", et est très apprécié du public lensois. Cependant, il doit partir pour la CAN 2002, et durant son absence, l'équipe lensoise est irrégulière et se fait remonter 6 points par Lyon. Le RC Lens finit vice-champion de France en perdant 3-1 face à Lyon lors de la toute dernière journée. Diouf est au sommet de sa carrière et ses prestations lors de la coupe du monde 2002 le révèlent aux yeux de tous les grands clubs européens.

### En Angleterre
En 2002, Liverpool le rachète pour 18,5 M€, cela semble être alors un joli coup car le contrat a été signé avant que Diouf ne brille en coupe du monde. Pour son 1er match amical, il marque 2 buts. Sa 1re saison n'est pas un succès compte tenu du statut de star avec lequel il était arrivé, il marque 3 buts. Il remporte également la League Cup où il marque 3 buts.
La seconde saison est cauchemardesque, ses relations avec Gérard Houllier se détériorent au point qu'il refuse de s’entraîner. Il ne marquera aucun but lors de cette saison 2003-2004.
Il acquiert aussi une image de « Bad Boy ». Ses problèmes comportementaux (multiples crachats, accident de voiture sans permis de conduire) et le fait que le nouvel entraîneur de Liverpool (Rafael Benítez) décide de ne pas le faire jouer poussent l'encadrement des Reds à le prêter pour la saison 2004-2005 aux Bolton Wanderers.
Aux Wanderers, Diouf renait et fait une saison correcte avec 9 buts. Son prêt se transforme en transfert en fin de saison.
Malheureusement, Diouf a vécu une saison demi- teinte en 2005-2006, seulement 3 buts avec Bolton. Passant plusieurs fois sur le billard après son retour de blessure, il ne semble pas faire beaucoup d'effort pour revenir à son meilleur niveau ce qui provoque la colère de Sam Allardyce (son entraîneur de Bolton).
Lors de la saison 2006-2007, il marque 5 buts et distribue 6 passes décisives, formant un duo avec l'attaquant français Nicolas Anelka.
Au cours de la saison 2007-2008, il marque 4 buts. Les Wanderers évitent la relégation et terminent 16e.
Le 28 juillet 2008, El-Hadji Diouf s'engage avec Sunderland de Roy Keane pour 4 ans. Il rejoint Pascal Chimbonda, Steed Malbranque et Teemu Tainio. Roy Keane parvient même à se faire prêter l'attaquant français Djibril Cissé à qui Diouf sera associé en attaque, les 2 joueurs se sont déjà croisés à Liverpool.
À Sunderland, les choses se passent mal pour Diouf, il ne marque pas et se dispute même avec ses coéquipiers.
Il signe le 30 janvier 2009 à Blackburn où il revient sous les ordres de son ancien entraîneur à Bolton, Sam Allardyce.
En janvier 2011, il est prêté aux Glasgow Rangers. Il remporte la Coupe de la Ligue écossaise de football et le championnat écossais 2011 malgré une relation détestable avec les supporters. Au bout de sept matchs, il a déjà déchiré et jeté son maillot au sol. Le 1er septembre 2011 il rompt son contrat le liant à Blackburn.
El-Hadji Diouf est mis à l'essai par West Ham United, mais après une semaine d'entrainement avec les Hammers, Diouf n'est pas conservé et aucun contrat ne lui est proposé.
Fin octobre 2011, il signe un contrat de trois mois avec Doncaster, club de D2 anglaise, 23e à la 14e journée. Fin décembre, il signe un nouveau contrat avec Doncaster, cette fois-ci pour 18 mois.
À l'issue de la saison, Doncaster est relégué en troisième division, Diouf termine meilleur buteur (6) et 2e meilleur passeur (5) du club en 22 matchs.
Libre de tout contrat, El-Hadji Diouf s'engage avec Leeds United le 11 août 2012. Le 16 mai 2014 il est libéré du Leeds United Football Club.

### En Malaisie
En novembre 2014, El-Hadji Diouf signe un contrat avec le club de Sabah FA en Malaisie, il est nommé capitaine et entraîneur-adjoint. Il marque un but et fait une passe décisive lors de son premier match contre Sarawak.

### En sélection (Sénégal)

Mur peint représentant El-Hadji Diouf, à Dakar (sur le mur d'enceinte de l'Institut français Léopold Sédar Senghor)

Il est également international sénégalais. Il connaît sa 1re sélection avec le Sénégal 23 avril 2000 face au Bénin (victoire 1-0).
Durant les éliminatoires de la CAN et la Coupe du monde de football 2002, il permet au Sénégal de se qualifier pour leur 1re coupe du monde en finissant 2e meilleur buteur des éliminatoires avec 9 buts. Cette performance lui vaut le Ballon d'or africain 2001. Le Sénégal échoue en finale de la CAN 2002 face au Cameroun aux tirs au but. Diouf est élu meilleur joueur de la compétition.
Il a connu son heure de gloire lors de la coupe du monde de 2002 lorsque les « Lions de la Téranga » (surnom de l'équipe nationale sénégalaise) atteignent les quarts de finale de la compétition contre la Turquie, chose qu'une seule équipe africaine avait jusque-là réussie (le Cameroun en 1990), après avoir battu 1-0 l'équipe de France, championne du Monde et d'Europe (Diouf fut d'ailleurs le passeur décisif). Durant cette coupe du monde, Diouf et ses coéquipiers Khalilou Fadiga et Henri Camara explosent aux yeux du monde. Le Lensois impressionnant tout le monde de par ses dribbles, sa technique et son aisance sur le terrain. Même Pelé est convaincu de son talent, Diouf est classé 7e au classement des meilleurs joueurs de la Coupe du monde 2002 derrière le trio de tête Oliver Kahn, Ronaldo et Hong Myung-Bo, et choisi parmi les 23 de la All-Star Team de cette coupe du monde et gagne à nouveau le ballon d'or africain (2002). Il est le 1er sénégalais à avoir remporté le ballon d'or Africain.
Lors de la CAN 2004, blessé, lui et le Sénégal se font éliminer en quarts face au futur champion, la Tunisie.
Mais alors qu'on l'attendait à la CAN 2006, il ne marqua aucun but avec le Sénégal (qui finira 4e). il joue seulement 3 matchs à la CAN dont un plein (contre le Zimbabwe) pour cause de blessure (absences : contre Nigeria et Guinée, remplacement contre le Ghana, rentré comme remplaçant contre l'Égypte) et plus de 3 mois d'indisponibilité pour son club pour l'opération d'une hernie en Allemagne (à son retour de la CAN à fin avril).
Mais la CAN 2008 n'est pas une réussite pour Diouf et son équipe, alors que le Sénégal faisait partie des favoris, ils se font éliminer dès le 1er tour, Diouf faisant encore des siennes en faisant une sortie nocturne avec 2 joueurs de l'équipe dans des bars juste avant le dernier match face à l'Angola.
Le 1er tour des éliminatoires pour la CAN 2010 est catastrophique pour le Sénégal qui se fait éliminer.
Le 1er avril 2009, El-Hadji Diouf annonce sa retraite internationale. Mais la nouvelle ne crée que très peu de réactions au Sénégal, certains croyant à une blague, d'autres croyant qu'il s'agit d'un autre coup de Bluff de Diouf (en octobre 2007, Diouf, alors capitaine du Sénégal, avait annoncé sa retraite internationale tout en critiquant la gestion de l'équipe nationale. Il était ensuite revenu sur sa décision).
Diouf a écrit une lettre d'excuse à la Fédération pour demander à revenir en équipe nationale, clamant son désir de revenir en équipe nationale, mais Amara Traoré ne l'a pas convoqué.
Mais à la suite de la CAN catastrophique du Sénégal (élimination au premier tour avec aucune victoire alors que l'équipe faisait partie des favoris) et de la défaite face à la Côte d'Ivoire en match de qualification en guise de la CAN 2013 (4-2), Diouf, qui avait subi une sanction qui lui interdisait de jouer en équipe nationale pour une durée de cinq ans, a pu voir cette sanction levée par la Fédération Sénégalaise de Football en espérant que le sélectionneur (Joseph Koto) le sélectionne pour le match retour.
Même si Diouf clame toujours son envie de retrouver l'équipe nationale, Alain Giresse, le nouveau sélectionneur des Lions, déclarera qu'El-Hadji Diouf n'entrait pas dans ses plans et qu'on ne pouvait pas "jouer au football jusqu'à 50 ans", nuançant tout de même ses propos en ajoutant qu’il "est sélectionnable, parce qu’il ne faut jamais fermer la porte à quelqu’un qui est toujours en activité et qui ne s’est pas mis à la retraite".

### Vie privée
Il est également très croyant. Diouf a deux filles nommées Kenza et Kella. Il fait énormément de dons au Sénégal : il offre des couveuses à une maternité, fait des dons à des associations de handicapés, etc.
Il a aussi une fondation, nommée "Konfidence", créée avec le rappeur américain Akon, qui bénéficie souvent de la présence du footballeur ivoirien Didier Drogba et dont le but est d'améliorer la condition du peuple ouest-africain.
En 2013, il est choisi afin d’être l’ambassadeur des montres suisses Louis Chevrolet.

## Palmarès

### En club
- Vainqueur de la League Cup en 2003 avec Liverpool
- Vice-champion de France de Ligue 1 en 2002 avec Lens
- Finaliste de la Coupe Intertoto en 1999 avec le Stade Rennais
- Vainqueur de la Coupe de la Ligue écossaise en 2011 avec les Rangers FC
- Vainqueur du Championnat d'Écosse en 2011 avec les Rangers FC

### En sélection nationale
- Quart de finaliste de la Coupe du monde 2002 (match perdu 1-0 en prolongation contre la Turquie)
- Finaliste de la CAN en 2002 (finale perdue aux tirs au but contre le Cameroun)
- Quart de finaliste de la CAN en 2004 (match perdu 1-0 contre la Tunisie)
- Demi-finaliste de la CAN en 2006 (Les Lions terminent 4e de l'épreuve)
- Premier Tour de la CAN en 2008 (éliminés en phases de groupes)

### Distinctions personnelles
- 21e au Ballon d'or 2002
- Ballon d'or africain en 2001 et 2002 (sacré deux fois d'affilée)
- Footballeur africain de l'année en 2002
- Meilleur joueur de la Coupe d'Afrique des nations en 2002
- Nommé dans l'équipe type de la Coupe d'Afrique des nations en 2002
- Nommé dans l'équipe type de la Coupe du monde en 2002
- Nommé au FIFA 100 en 2004
- Élu meilleur footballeur sénégalais des 50 dernières années en 2007
- Élu 16e meilleur footballeur africain de tous les temps en 2007
- Élu meilleur joueur des Bolton Wanderers lors de la saison 2006-2007

## Statistiques
| Saison      | Club             | Pays       | Championnat          | Coupes nationales  | Coupes d’Europe    |
| ----------- | ---------------- | ---------- | -------------------- | ------------------ | ------------------ |
| 1998 - 1999 | FC Sochaux       | France     | 15 matchs            | 4 matchs           | -                  |
| 1999 - 2000 | Stade rennais    | France     | 28 matchs / 1 but    | 4 matchs / 1 but   | 6 matchs / 1 but   |
| 2000 - 2001 | RC Lens          | France     | 28 matchs / 8 buts   | 3 matchs / 1 but   | 2 matchs           |
| 2001 - 2002 | RC Lens          | France     | 26 matchs / 10 buts  | 2 matchs           | -                  |
| 2002 - 2003 | Liverpool        | Angleterre | 29 matchs / 3 buts   | 9 matchs / 3 buts  | 9 matchs           |
| 2003 - 2004 | Liverpool        | Angleterre | 26 matchs            | 3 matchs           | 4 matchs           |
| 2004 - 2005 | Bolton Wanderers | Angleterre | 27 matchs / 9 buts   | 5 matchs           | -                  |
| 2005 - 2006 | Bolton Wanderers | Angleterre | 20 matchs / 3 buts   | 1 match            | 6 matchs / 1 but   |
| 2006 - 2007 | Bolton Wanderers | Angleterre | 33 matchs / 5 buts   | 2 matchs           | -                  |
| 2007 - 2008 | Bolton Wanderers | Angleterre | 34 matchs / 4 buts   | 2 matchs           | 6 matchs / 2 buts  |
| 2008 - 2009 | Sunderland       | Angleterre | 14 matchs            | 2 matchs           | -                  |
| 2008 - 2009 | Blackburn Rovers | Angleterre | 14 matchs / 1 but    | -                  | -                  |
| 2009 - 2010 | Blackburn Rovers | Angleterre | 26 matchs / 3 buts   | 1 match            | -                  |
| 2010 - 2011 | Blackburn Rovers | Angleterre | 20 matchs            | 1 match            | -                  |
| 2010 - 2011 | Glasgow Rangers  | Écosse     | 15 matchs / 1 but    | 3 matchs           | 4 matchs / 1 but   |
| 2011 - 2012 | Doncaster Rovers | Angleterre | 22 matchs / 6 buts   | 1 match            | -                  |
| 2012 - 2013 | Leeds United     | Angleterre | 36 matchs / 5 buts   | 9 matchs / 2 buts  | -                  |
| 2013 - 2014 | Leeds United     | Angleterre | 4 matchs / 0 but     | 1 match / 0 but    | -                  |
| 2014 - 2015 | Sabah FA         | Malaisie   | -                    | -                  | -                  |
| 1998 -      | 10 clubs         | -          | 417 matchs / 59 buts | 53 matchs / 7 buts | 37 matchs / 5 buts |

Dernière mise à jour le 12 novembre 2014

## Controverses

### Opinion politique
Il révèle, en avril 2011, son amitié pour le colonel Khadafi et son fils Saif, déclarant par la suite : « Je ne sais pas qui a raison ou qui a tort dans cette affaire, mais c'est dommage de voir autant de victimes, la victoire ira du côté qui est dans le vrai. ».

### Suspension de la fédération Ségénalaise de football
En juillet 2011, il est suspendu 5 ans par la fédération Sénégalaise de football, pour avoir dit « tout le système du football sénégalais était corrompu » et dénoncé « les magouilles » dans le football sénégalais. Diouf a toujours été critique envers la fédération, qu'il accuse d'empêcher le football sénégalais d'avancer, de ne pas faire les bons choix, de laisser les mains libres aux sélectionneurs et de l'empêcher de revenir en sélection,. Sa suspension est levée en septembre 2012.
Paradoxalement, on lui reproche la même chose dans le livre « Lions de la Téranga : Vérités et contre-vérités sur les échecs répétés (2003-2013) » du journaliste et écrivain sénégalais Cheikh Mbacké Sène. Ce dernier, qui reconnait le talent immense du double joueur africain de l'année, lui reproche de ne pas utiliser son talent à bon escient en CAN et permettre au Sénégal de gagner le trophée continental.

### Affaires judiciaires
El-Hadji Diouf s'est aussi fait connaître par son comportement fortement critiqué sur et en dehors des terrains de football. Une ombre subsiste sur son âge réel et le vrai début de sa carrière (D1 sénégalaise ou Rennes ?). Il est d'abord condamné pour conduite sans permis ayant entraîné un grave accident à Rennes. 
En Angleterre, il s'est rendu coupable de multiples crachats, d'insultes racistes supposées à un ramasseur de balle (suivant, selon lui, des actes racistes du public d'Everton), de bagarre dans une boîte de nuit ou encore, au Sénégal, de possibles violences et de sorties en boîte de nuit alors que l'équipe était en compétition. Hartson, une des gloires du Celtic Glasgow, le club ennemi, a ainsi commenté : « Tout le monde sait de quoi il est malheureusement capable… mais on devrait au moins lui donner le bénéfice du doute. Malgré cela, depuis qu’il est arrivé à Glasgow, il n’a rien fait d’autre que de causer des problèmes. Apparemment, il en a déjà eu dans des boites de nuit ou je ne sais quoi. Quand vous jouez un Old Firm, vous devez bien vous comporter. Jeter son maillot au bout de 7 matchs n’est pas normal. Si vous vous appelez Larsson, encore, ça peut passer, mais là… Il doit réaliser qu’il a un rôle important à jouer dans cette équipe. »
Jamie Carragher dira de lui par après que Diouf a été, à Liverpool Football Club, le partenaire qu'il a le plus détesté, Diouf répliquera en traitant Jamie Carragher est un "loser". Carragher répondra en signalant qu'il avait marqué plus de but pour Liverpool que Diouf alors qu'il évolue au poste de défenseur.
L'emblématique capitaine des Reds, Steven Gerrard, dira dans son autobiographie que Diouf est la pire recrue de l'histoire de Liverpool, loin devant Mario Balotelli pour lequel il avait au moins un peu de respect. Diouf a répliqué en accusant Gerrard de raciste "Il est de notoriété publique que Gerrard n'a jamais aimé le peuple noir."  Et en l'accusant d'être jaloux de sa carrière qu'il juge supérieure : « Il n'a pas réalisé ce que j’ai fait dans le football... Partout quand je sors de mon pays, on me vénère, partout où il [Gerrard] va à l'extérieur de Liverpool, il est détesté ».